# Simplício dos Santos Mendonça
Simplício dos Santos Mendonça (* 21. Mai 1979 in Dili, Portugiesisch-Timor; † Juni 2019) war ein osttimoresischer Verwaltungsbeamter.
2009/2010 war Santos Administrator des Subdistrikts Cristo Rei in der Landeshauptstadt Dili. 2015 schloss er ein Studium in Wirtschaft und Öffentliche Verwaltung an der Universidade Nasionál Timór Lorosa'e (UNTL) ab. Von 2016 bis zu seinem Tod 2019 war er Administrator des Verwaltungsamtes Dom Aleixo, wo mit über 130.000 Menschen fast die Hälfte der Einwohner Dilis leben. Er war verheiratet und hatte vier Kinder.